# Sparrenpfette

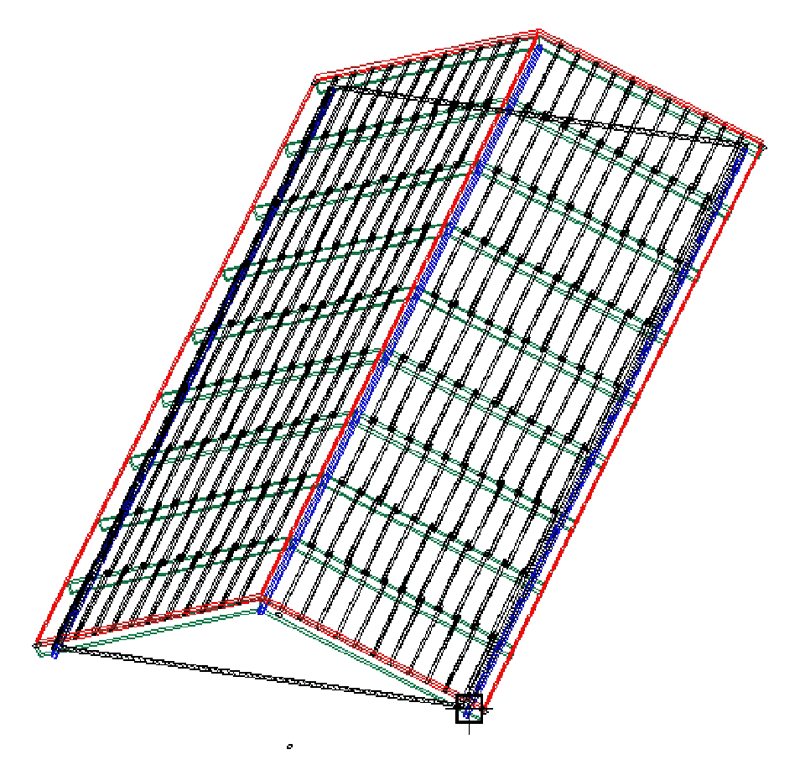
Skizze einer Halle. grün: Dachbinder, schwarz: Sparrenpfette als Koppelpfette

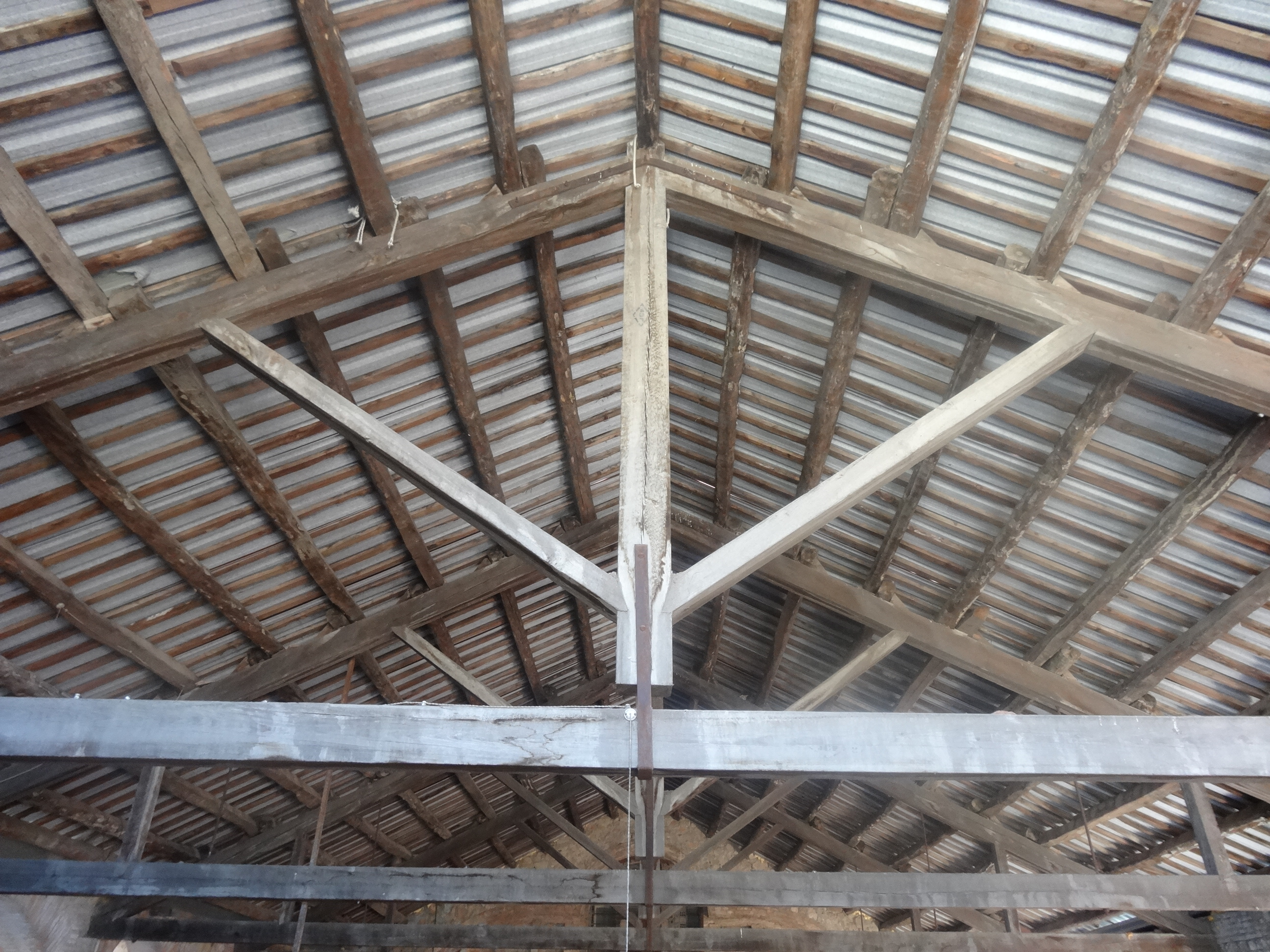
Sparrenpfetten auf dem Dach eines Weinlagers in Igualada, Katalonien, Spanien (1922 erbaut)

Die Sparrenpfette (selten auch Pfettensparren) ist tragendes Bauteil der Dachkonstruktion, das wie eine gewöhnliche Pfette parallel zur Traufe liegt. Sparrenpfetten liegen so dicht beieinander, dass die üblicherweise darüber folgende Sparrenlage entfallen kann.  Sie übernehmen insofern zugleich die Funktion der Sparren und der Pfetten.
Sparrenpfetten haben mit den Dachlatten eines traditionellen Dachs gemein, dass beide horizontal verlaufen und oft die oberste Ebene der Dachkonstruktion bilden, auf der unmittelbar die Dachdeckung liegt. Im Unterschied zu Dachlatten haben Sparrenpfetten einen wesentlich größeren Querschnitt, da sie größere Spannweiten überbrücken und in der Regel auch mit größerem Abstand verlegt werden. Auf Sparrenpfetten werden häufig Trapezbleche verlegt, die je nach Höhe des Profils bis deutlich über einen Meter weit spannen können.
Sparrenpfetten liegen auf Bindern (heute meist aus Stahl oder aus Brettschichtholz) und bestehen üblicherweise aus Holz oder Stahl. 
Die vorrangigen Einsatzgebiete sind Flachdächer und Hallendächer.
Am geneigten Dach werden sie auf Doppelbiegung beansprucht, wenn die Kräfte in y-Richtung nicht durch die als Scheibe wirkende Dachhaut übernommen werden. 
Ziegelgedeckte Steildächer an Wohngebäuden werden im deutschen Sprachraum in der Regel nicht durch Sparrenpfetten realisiert, sondern durch die klassische Konstruktion mit Sparren, welche von den quer darunterliegenden Pfetten getragen werden. 
Sparrenpfetten werden in der Regel nur eingesetzt, wenn keine waagerecht verlaufenden Dachlatten benötigt werden. So zum Beispiel bei:
- Dächern, die eine durchgehende Schalung benötigen, wie Schrägdächer mit Schindel- und Schieferdeckung, Flachdächer mit Stehfalzdeckung oder Bitumen-Dachbahnen und Holzzement- und Gründächer.
- Betondächer aus Ortbeton oder Betonfertigteilen und Holzbetonverbunddächer
- Dachdeckungen aus Fertigteilelementen oder Materialien, die selber Spannweiten von mehr als wenigstens 50 cm zwischen den Sparrenpfetten überbrücken können, wie Wellplatten und Trapezbleche.

Im Mittelmeerraum war es üblich, eng beieinanderliegende Pfetten aus Rundhölzern mit Hourdis-Platten zu überspannen, auf welchen vermörtelte Mönch-und-Nonnen-Ziegel die Dachhaut bilden.
Im skandinavischen Raum gibt es das sogenannte Aasdach mit eng aneinander liegenden Pfetten, welche die Dachhaut direkt tragen.

## Arten
- Einfeldrige Sparrenpfette
- Durchlaufende Sparrenpfette (ohne Gelenke)
- Gelenkpfette (Gerberträger)
- Koppelpfette (Koppelträger)